# Giovanni Battista Franzoni
Giovanni Battista Franzoni OSB (als Mario Franzoni; * 8. November 1928 in Warna, Bulgarien; † 13. Juli 2017 in Canneto in Canneto in Sabina, Provinz Rieti) war Abt von Sankt Paul vor den Mauern.

## Leben
Giovanni Battista Franzoni studierte von 1947 bis 1950 am römischen Almo Collegio Capranica und trat der Ordensgemeinschaft der Benediktiner bei. Nach einem theologischen Studium an der Päpstliches Athenaeum Sant’Anselmo empfing er am 25. Januar 1955 die Priesterweihe. Er war zunächst Lehrer für Geschichte und Philosophie an der Schule der Benediktinerabtei Farfa.
Er wurde am 3. März 1964 zum Abt von Sankt Paul vor den Mauern gewählt und trat die Nachfolge von Cesario D’Amato (Abt 1955–1964) an. Am 11. März desselben Jahres wurde diese Wahl bestätigt. Er nahm an den letzten beiden Sitzungsperioden des Zweiten Vatikanischen Konzils teil und war im Alter von 36 Jahren der jüngste der italienischen Vertreter bei Vatikanum II. Mit Papst Paul VI. diskutierte er über das Recht der arm gemachten Menschen in der Dritten Welt und die Enzyklika Populorum Progressio. 1968 war er einer der Gründer des Colloquium Oecumenicum Paulinum.
Franzoni war in den 1970er Jahren sehr bekannt in Italien, insbesondere wegen seiner Nähe zur Kommunistische Partei Italiens (KPI). Von seinem Amt als Abt trat er 1973 zurück, verließ den Orden und legte nach einer Phase als suspendierter Priester das geistliche Amt nieder. Papst Paul VI. laisierte ihn am 4. August 1976, weshalb er 1990 Yukiko Ueno, eine atheistische japanische Journalistin und Pädagogin, heiraten konnte.
Er engagierte sich für die Möglichkeit legaler Ehescheidungen sowie für den legalen Schwangerschaftsabbruch. Er schrieb über 30 Bücher und zahlreiche Aufsätze zu sozialen Fragen, insbesondere mit Bezug auf den Kapitalismus.